# كعابة (القفر)

تعديل مصدري - تعديل

كعابة هي إحدى قرى عزلة بني مهدى بمديرية القفر التابعة لمحافظة إب، بلغ تعداد سكانها 122 نسمة حسب تعداد اليمن لعام 2004.